# Diplodus sargus
Diplodus sargus Linnaeus, 1758 é uma espécie de peixes marinhos ósseos conhecidos pelo nome comum de sargo. A espécie é originária da costa leste do Atlântico, com uma distribuição que vai desde o Golfo da Biscaia até ao sul da África, incluindo as ilhas da Macaronésia, o Mediterrâneo e, embora rara, o Mar Negro. São ocasionalmente encontrados indivíduos na costa africana do Índico, incluindo as costas da África do Sul, Moçambique e Madagáscar, e muito raramente em outras áreas daquele oceano, como na costa de Omã. É um peixe activo que habita a zona de rebentação das vagas, embora possa ser encontrado até 50 m de profundidade.

## Descrição
Corpo oval, elevado e comprimido dorso-ventralmente, com a boca ligeiramente protáctil permitindo a distensão anterior dos maxilares no momento de ingestão da presa, com comprimento em geral 20–30 cm, com uma média de 22 cm. Alguns indivíduos atingem 45 cm de comprimento. A cor dominante é o prateado e, para além de uma mancha no pedúnculo caudal, apresenta faixas verticais escuras, mesmo nos maiores indivíduos.
Atinge a maturidade sexual quando atinge por volta dos 17 cm, em geral aos dois anos de vida. O período de reprodução coincide com o final do inverno e a primavera (no caso de D. sargus cadenati nos Açores ocorre entre Março e Junho). A espécie é hermafrodita protândrica, com os indivíduos atingindo a maturidade sexual como machos, com alguns indivíduos mutando para fêmeas num período de vida posterior.
O habitat preferencial são as zonas do infralitoral de fundo rochoso ou semiarenoso, sendo frequente a sua concentração em zonas portuárias, independentemente do tipo de fundo, onde se alimentam de restos de peixe rejeitados pelos pescadores.
É um peixe omnívoro cuja alimentação preferida são os pequenos moluscos, crustáceos, salpas, algas, poliquetas e equinodermes. Apresentam também comportamento necrófago, reflexo da versatilidade alimentar da espécie, o que lhe permite associação alimentar alimentar com outros peixes, como os salmonetes (Mullus surmuletus). As fortes maxilas e os dentes bem desenvolvidos permitem-lhe esmagar conchas e corais.
Ocorrem em geral em cardumes com cerca de uma dezena de indivíduos, muitas vezes incluindo indivíduos de outras espécies, sendo comuns em buracos de média dimensão e nas zonas de rebentação junto à costa.
A espécie é alvo de uma pescaria comercial com capturas de 3 713 t no ano de 2008. A espécie é também produzida em aquacultura. A espécie é consumida apenas em fresco, sendo que o seu sabor se altera rapidamente após a morte do animal.

## Subespécies
A espécie apresenta pelo menos 7 subespécies taxonomicamente validadas com a seguinte distribuição geográfica:
- Diplodus sargus ascensionis (Valenciennes, 1830), em torno da ilha de Ascensão;
- Diplodus sargus cadenati (de la Paz, et al., 1974), ao largo das costas da Macaronésia e do noroeste da África;
- Diplodus sargus capensis (Smith, 1846): nas costas de Angola, África do Sul e Moçambique;
- Diplodus sargus helenae (Sauvage, 1879): no litoral da ilha de Santa Helena;
- Diplodus sargus kotschyi (Steindachner, 1876): ao largo de Madagáscar e outras regiões costeiras do Oceano Índico;
- Diplodus sargus lineatus (Valenciennes, 1830): ao largo de Cabo Verde;
- Diplodus sargus sargus (Linnaeus, 1758) no Mediterrâneoe Mar Negro.